# Novîi Oleksîneț, Kremeneț
Novîi Oleksîneț (în ucraineană Новий Олексинець) este un sat în comuna Bașukî din raionul Kremeneț, regiunea Ternopil, Ucraina.

## Demografie
Componența lingvistică a localității Novîi Oleksîneț
     Ucraineană (99,68%)
     Alte limbi (0,32%)
Conform recensământului din 2001, majoritatea populației localității Novîi Oleksîneț era vorbitoare de ucraineană (99,68%), existând în minoritate și vorbitori de alte limbi.